# اولمارا، نیو ساوت ولز
اولمارا (به انگلیسی: Ulmarra) یک شهرک در استرالیا است که در نیو ساوت ولز واقع شده‌است.